# Chriolepis vespa
 Chriolepis vespa és una espècie de peix de la família dels gòbids i de l'ordre dels perciformes.

## Morfologia
Els mascles poden assolir els 3,8 cm de longitud total.

## Distribució geogràfica
Es troba al nord-est del Golf de Mèxic i a Guaiana.